# Igge Karlsson
Igge Karlsson, född 1932 i Storkyrkoförsamlingen i Stockholm, död i december 2009, var en svensk målare, tecknare och grafiker.
Igge Karlsson studerade vid Kungliga Konsthögskolan i Stockholm 1950-1956 och han studerade för professorerna Sven Erixson och Olle Nyman. Vid Konsthögskolan var Sven Erixson professor i måleri åren 1943-1953 och Olle Nyman professor i måleri åren 1953-1963. Åren 1960-1962 studerade han vid Akademiens grafiska skola.
Under sommarmånaderna blev Gotland hans hemvist och plats för måleriet med ljuset, färgen och faunan som inspirationskälla. Bland hans arbeten märks särskilt oljemålningar, färglitografier och akvareller. 

## Utställningar
På galleriet Lilla Paviljongen hos den legendariska Fröken Petra, Ebba Pettersson, hade Karlsson sin debututställning 1956. Galleriet låg då i hörnet av Högbergsgatan och Östgötagatan på Södermalm i Stockholm. Som Petra själv uttryckte det, hon "slogs för de armbågslösa". Här debuterade många unga konstnärer.
1962 hade Karlsson en utställning i Konstnärshuset på Smålandsgatan 7 i Stockholm med expressionistiska landskapsbilder i starka färger. I hans landskapsbilder, som är skickligt och flödigt målade, har hans människogestalter i efterhand fått en central plats.

## Separatutställningar
I Stockholm och på andra orter i landet hade han separatutställningar, bland annat i Södertälje konstförening i Gamla rådhuset i Södertälje vid Stora Torget (2007), Alfa-Laval, konstgalleriet Färg och Form, Stockholm, Konstnärshuset, Galleri Doktor Glas, ett galleri i Kungsträdgården i Stockholm och Svenska bilder, en skissamling upprättad av Ferdinand Boberg.

## Samlingsutställningar
Han deltog i ett stort antal samlingsutställningar i Sverige och utomlands samt i två biennaler. Tillsammans med Berta Maria Svensson ställde han ut i Eksjö, bland annat Väg med träd (1960).

## Representerad
- Moderna museet[3]
- Malmö konstmuseum
- Sundsvalls museum
- Göteborgs konstmuseum
- Gotlands konstmuseum, som ingår i Gotlands museum (Visby museum)
- Kalmar konstmuseum[4]
- Örebro läns landsting[5]